# سپهر ذبیح
سپهر ذبیح (۱۹۲۵–۲۰۰۹ میلادی) نویسنده و تاریخ‌نگار ایرانی است که چندین کتاب و مقاله دربارهٔ تاریخ ایران معاصر و جنبش چپ در ایران به زبان انگلیسی، به رشته تحریر درآورده‌است.

## زندگی‌نامه
او در دهه ۱۳۲۰ هجری خورشیدی از دانشکده حقوق دانشگاه تهران فارغ‌التحصیل گردید و پس از تأسیس سفارت هند در ایران، به عنوان مترجم فارسی در آن سفارت استخدام شد. ذبیح همزمان خبرنگار روزنامه انگلیسی تایمز در ایران بود. او سپس در روزنامه باختر امروز به مدیریت حسین فاطمی وزیر امور خارجه دولت محمد مصدق، به فعالیت پرداخت. سپهر ذبیح روابط نزدیکی با فاطمی و سران جبهه ملی داشت و در عین حال تماس خود را با دربار شاه نیز حفظ می‌کرد. او پس از کودتای ۲۸ مرداد ۱۳۳۲ به آمریکا نقل مکان نمود و برای اخذ دکترای علوم سیاسی، در دانشگاه کالیفرنیا، برکلی به تحصیل پرداخت. پس از پایان تحصیلاتش در سال ۱۹۶۳، در کالج سنت مری کالیفرنیا به تدریس تاریخ ایران مشغول شد و سپس ریاست دپارتمان علوم سیاسی همان کالج را به دست گرفت. ذبیح برای بیش از ۴۰ سال استاد ممتاز علوم سیاسی در کالج سنت مری بوده‌است. او همچنین دانش‌پژوه مدعو (مهمان) مؤسسه هوور استنفورد در سال ۱۹۸۳ و مرکز مطالعات خاورمیانه هاروارد در سال ۱۹۸۶، بوده‌است.

## تالیفات
از جمله کتابهای او می‌توان به اینها اشاره کرد: «تاریخ جنبش کمونیستی در ایران» که در سال ۱۹۶۶ میلادی در انتشارات دانشگاه کالیفرنیا به چاپ رسید. کتاب «روابط خارجی ایران» که به همراه شهرام چوبین در سال ۱۹۷۴ به چاپ رسیده‌است. دو کتاب «دوران مصدق: ریشه‌های انقلاب ایران» و «ایران پس از انقلاب» در سال ۱۹۸۲، همچنین «چپ در ایران معاصر» در سال ۱۹۸۶ و «ارتش ایران در انقلاب و جنگ» که در سال ۱۹۸۸ به چاپ رسیده‌است. ذبیح، مقالاتی نیز در مجله وزارت امور خارجه آمریکا و مجله کمونیسم، دربارهٔ ایران نوشته‌است. دو کتاب وی توسط محمد رفیعی مهرآبادی به فارسی ترجمه شده‌اند. مهرآبادی معتقد است که آثار نویسنده تحت تأثیر بینش ملی‌گرایانه بوده و همچنین تلاش کرده تا از نقش آمریکا در کودتای ۲۸ مرداد ۱۳۳۲ بکاهد.

## مشخصات کتب انگلیسی
- The Communist movement in Iran (به انگلیسی), University of California Press, 1966
- Shahram Chubin, Sepehr Zabih (1974), The foreign relations of Iran: a developing state in a zone of great-power conflict (به انگلیسی), University of California Press
- Iran's revolutionary upheaval: an interpretive essay (به انگلیسی), Alchemy Books, 1979
- The Mossadegh era: roots of the Iranian revolution (به انگلیسی), Lake View Press (Original from: University of Michigan), 1982
- Iran since the revolution (به انگلیسی), Taylor & Francis, 1982
- The Left in contemporary Iran: ideology, organisation, and the Soviet connection (به انگلیسی), Croom Helm, 1986
- The Iranian military in revolution and war (به انگلیسی), Routledge, 1988

## مشخصات کتب ترجمه شده به فارسی
- تاریخ جنبش کمونیستی در ایران، ترجمهٔ محمد رفیعی مهرآبادی، انتشارات عطائی، ۱۳۷۸، شابک ۹۶۴-۳۱۳-۴۱۸-۰
- ایران در دوره دکتر مصدق، ریشه‌های انقلاب ایران، ترجمهٔ محمد رفیعی مهرآبادی، انتشارات آشیانه کتاب، ۱۳۸۱، شابک ۹۶۴-۳۱۳-۲۲۲-۶